# هنري كاسترو
هنري كاسترو (بالإنجليزية: Henri Castro)‏ هو دبلوماسي وشخصية أعمال أمريكي، ولد في 1786 في بايون في فرنسا، وتوفي في 3 نوفمبر 1865 في مونتيري في المكسيك.